# Philip Fullard
Philip Fletcher Fullard (ur. 27 czerwca 1897 w Hatfield, zm. 24 kwietnia 1984 w Broadstairs) – brytyjski as myśliwski z czasów I wojny światowej.

## Przed I wojną światową
Przed wojną występował w rezerwie drużyny futbolowej Norwich City.

## Służba w czasie I wojny światowej
W 1915 wstąpił do armii. W 1916 przeniósł się z Królewskich Fizylierów do Royal Flying Corps. Nauczył się latania na własny koszt. Został instruktorem pilotażu, zanim w kwietniu 1917 przeniesiono go do Francji na front. Na trzy dni przed ostateczną brytyjską ofensywą w rejonie Cambrai, złamał nogę podczas meczu piłkarskiego i pozostał niezdolny do służby aż do września 1918.
Sam zajmował się konserwacją i przygotowaniem swojej broni i amunicji, co mogło przyczynić się do tego, że karabiny w jego samolotach nie zacięły się nigdy w czasie walki. Podczas wojny osiągnął największą liczbę zwycięstw powietrznych wśród pilotów 1 Squadronu oraz wśród wszystkich pilotów latających na Nieuportach – uzyskał 40 zwycięstw w ciągu około pół roku, latając wyłącznie na samolotach tej wytwórni lotniczej.

## Okres międzywojenny i II wojny światowej
Po wojnie pozostał w Royal Air Force, dowodził 2 Squadronem. W czasie II wojny światowej dowodził 246 Grupą Lotniczą i uzyskał stopień Air Commodore. Po wojnie przeszedł w stan spoczynku.